# الله بلاغی
الله بلاغی یک روستا در ایران است که در دهستان اجارود غربی واقع شده‌است. الله بلاغی ۲۹ نفر جمعیت دارد.